# Mártély
Mártély is een plaats (község) en gemeente in het Hongaarse comitaat Csongrád. Mártély telt 1338 inwoners (2002).